# 団長安田
団長安田（だんちょうやすだ、1974年〈昭和49年〉4月26日 - ）は、日本のお笑いタレント、俳優、声優、ナレーター、レポーター、YouTuber、フリーダイバー。お笑いトリオ・安田大サーカスの団長でツッコミ・リーダー・ネタ作り担当である。芸能関係者・ファンからは「団長」という呼び名で親しまれている。
兵庫県西宮市出身、東京都品川区在住。松竹芸能所属。鳥取城北高等学校卒業。血液型A型。星座おうし座。

## 人物・概要
- HIROとクロちゃんに服を破らせて赤い褌1枚になり、2人の肩の上に乗る芸を披露する。一度、番組内で服を破ると褌ではなく普通のパンツ一丁だったことがある。
- お笑いのことを何も分からなかったHIROとクロちゃんを仕込んだのは団長である。会社から押し付けられた力士・アイドルにそれぞれ挫折した2人を根気よく、厳しくも優しく指導し続けた。2人は台詞も覚えられないし、「間」というものも理解できなかったらしい。そのためカンニングペーパーを作り、2人の台詞の際、後ろからつついてしゃべるタイミングを伝えていた。一時はHIROのために食費を稼いでいた。
- 2006年6月頃まで、芸名は単に「団長」であった[1]。
- 安田大サーカスを結成する以前は「安田と竹内」というコンビで活動していて、ユースケ・サンタマリアと千秋が司会の『トロイの木馬』（フジテレビ）に出演し、アメリカでヒッチハイクを行い「猿岩石やドロンズに続く」と思っていたがブームが去っていたこともあり、結局、全国区では売れなかった[注 1]。当時の相方の竹内宣和は、その後「タケウチパンダ」に改名してピン芸人に転身している。
- スポーツ万能であるが、柔道だけはますだおかだの増田英彦に勝てないという。
- 安田大サーカスの中では身長が一番低く、それに後の2人とは違って標準体型なため自身のほうがグループの中で一番年下に見えるが、実際には自身のほうがグループの中で一番年上である。
- 特技はサッカーで、高校時代には鳥取県へサッカー留学。所属事務所の芸能人女子フットサルチーム「蹴竹G」では監督を務めていた。ヴィッセル神戸を前身の川崎製鉄水島サッカー部時代から応援しており、初代コールリーダーを務めていた。2006年、ラジオゲストで訪れたJ2ザスパ草津のゲーム後に、レプリカユニフォームを自費購入。テレビ番組で着用している。2025年にはクラブ創設30周年記念チャリティーマッチに先駆けたトークショーに出演。コールリーダーを務めたエピソードやヴィッセル初代監督スチュアート・バクスター来日時の引っ越しを手伝った逸話を披露した[2]。
- 高校は大相撲の元大関琴光喜と同じで、安田が2年先輩。琴光喜が1年の時に学園祭でトリオ漫才をやっていた安田を見たことがあるという。その後も親交があり、「第41回 上方漫才大賞」で奨励賞を受賞したときもプレゼンターとして琴光喜が駆けつけた。中学では小西博之、松尾貴史の後輩。
- ルックスは俳優の大沢たかおや香川照之[3][注 2]、千葉ロッテマリーンズの鳥谷敬に似ているとも言われているが[誰によって?]、ラッキィ池田に1番似ていると言われている[誰によって?]。裸にジャケットを羽織り、矢沢永吉を意識したようなパフォーマンスを見せるコントもある。
- クレーンゲームが得意。『TVチャンピオン』の「クレーンゲーム王選手権」に団長安田としてではなく本名の安田 裕己名義で参加し、第3ラウンドまで進出したほか[4]、CATV系のコミュニTV 熱情放送『UFOキャッチャーを熱く語る』の中でもテクニックなどを中心に力説した。なお、当該回の『TVチャンピオン』では唯一の芸能人出場者であった。
- ホームパーティーが好きで、TKOの木本武宏や後輩芸人を自宅に呼んでパーティーを行う。メンバーではHIROは呼ばれるが、クロちゃんは足の裏が汚い、口と体が臭い、嘘をつく、文句を言う、言い訳をする、怒られるとすぐ泣き喚く、子供に悪い影響が出るという理由でパーティーどころか自宅に呼ばれたことがない。
- 松竹芸能の大先輩である森脇健児の物まねを得意とする。森脇に成り済まして島崎和歌子に電話をかけ、だまし通せるかというコーナーで、最後までバレなかった。レパートリーは以下のものである。
  - 道順の教え方
  - 店の入り方
  - 毛穴から毛が3本 など

## 自転車芸人
自転車ロードレースを趣味としているほか、自転車関連で単独でテレビ出演することも多く、自ら「自転車芸人」を名乗っている（後述の#著書も参照）。
- 出演したテレビ番組の景品でロードバイクを貰ったのがきっかけとされる[5]。『関口宏の東京フレンドパークII』の景品としてプレゼントされたトレックの本格的なロードバイクであった。当時は乗り方もよく分からなかったため自転車屋に持って行きママチャリと交換してもらおうとしたが、「良いバイクなのにもったいないので乗って下さい」と断られたそう[6]。しかし乗ってみるとものすごく速く、軽く気持ちが良かったため、段々楽しくなっていき、今に至るという。
- 愛車はキャノンデールのSuper Six HI-MOD Team。そのSuper Six、以前番組で[いつ?][どれ?]「Ultimateですよ、120万の自転車ですよ！」としゃべったことがあるが、実際にはコンポネートの中にシマノ・アルテグラが混じっていたり、マヴィックのキシリウムが入っていたりすることから、Ultimateではないことが判別可能[注 3]。2013年現在はそのキャノンデールとKYKLOSのロードバイクを主に使用しており、普段乗らないものも含めると所有台数は13台[7]。2018年現在はNESTOのカスタムモデルに乗っている。
- ジャパンカップに遊びに行った際、当時は自転車の知識が無く、誰だか分からないままイヴァン・バッソにサインをもらったことからリクイガスのファンに。その関係と坂馬鹿であることを含め、リクイガス仕様のマイヨ・ブラン・ア・ポワ・ルージュレプリカをよく着用する。自身のロードバイクもリクイガスのチームカラー。
- 斜度20%を超えるような激坂が好き。停止状態からスタート、蛇行しない、足を付かないなど自分なりの縛りを加え楽しんでいる。
- 2012年9月には、J SPORTS『自転車のススメ』の企画の一環で宇都宮ブリッツェンの下部組織、ブラウ・ブリッツェンの入団試験に挑戦し合格した。本人曰く「芸人では初の実業団選手」とのこと[8]。
- ホビーレースに参加したこともあり[5]、2008年にはジャパンカップサイクルロードレースやヒルクライムレースのオープンクラスに参加した。ブラウ・ブリッツェン加入後はトライアスロンにも挑戦しており、2013年8月のアイアンマン・ジャパン北海道では1179位で完走している[9]。
- 2015年7月19日、ゲスト参加していた「温海トライアスロン大会」（山形県鶴岡市）のバイク（自転車）競技中に転倒し、前頭部を強打して救急搬送された。一時気を失っていたものの、診察の結果脳への異常は見つからなかった。22日の精密検査では、脳しんとうによる体調不良、打撲による右目の腫れ、右目から頬までの外傷などにより、1か月間の運動禁止を言い渡されたが[10]、29日には仕事復帰し、会見で事故の際の様子などを語った[11]。8月14日にテレビ東京系で放送の『所さんの学校では教えてくれないそこんトコロ!』で、けが後初のロケを行い（撮影は8月3日 - 5日に行われた）、本格的にテレビの仕事に復帰した[12]。同月18日に開催されたイベントに参加した際には、「右脳と左脳をつなぐところに、まだちょっと影が」あり、「まだスポーツはダメ」と説明した[13]。
- 2016年5月19日、翌2017年にオランダで開催される「世界トライアスロン選手権」（40 - 44歳カテゴリー）への出場に挑戦することを明らかにした[14]。同月22日、トライアスロン復帰レースとなる「第3回南紀白浜トライアスロン大会」（和歌山県）に挑戦、完走した[15]。
- 2019年2月6日放送のTBS『水曜日のダウンタウン』「自転車の上でも、人はなんとか生活できる説」の検証に参加。最大24時間、屋外で自転車に乗り続け、足が地面などに着いたら即脱落というルールで検証が行われた[16]。開始13時間で団長以外の参加者が全員脱落してしまうが、そのまま独りで最後まで自転車に乗り続けた[17]。
- 2022年5月、日本の自転車メーカーホダカのンロードスポーツバイクブランド「KhodaaBloom (コーダーブルーム)」のブランドアンバサダーに就任[18]、オリジナルカラーの同ブランドのトライアスロンバイク「STRAUSS TRI(ストラウス トライ)」とウェアのサポートを受ける[19]。

## エピソード
- 20歳の時に兵庫県南部地震（阪神・淡路大震災）で被災し、発生当日、友人が生き埋めになった倒壊現場の前に呆然とたたずむ姿が同日付の読売新聞夕刊に掲載された[20]。震災の2日前には地元の成人式があり、そこで友人たちと会った直後の出来事であった。そして、ABCお笑い新人グランプリの審査員特別賞を受賞した後、その盾を震災現場跡まで見せに行った[20]。
- 日本赤十字社水上安全法救助員（いわゆるライフセーバー）の資格を所持するも、『クイズプレゼンバラエティー Qさま!!』の企画でロバートと潜水を競った時には23.8m（一般成人男性が平均20m程度）しか潜水で進めなかった（クロちゃんの記録にも劣っている）。しかし2006年2月2日の同番組の放送で77m（日本単独4位）を非公認ながらも記録し、その後、同年7月17日の放送にて、元オリンピック平泳ぎ代表の林亨 (108m) の記録を抜く115m（公認日本新記録）を記録し、潜水日本一になった（後に大井 慎也により日本記録は170mに更新され、2021年現在日本10位）。
- 上下関係としては団長が上であるが、クロちゃんはセリフを覚えていないことを団長が指摘すると泣く、HIROは稽古が嫌いで偽装事故を起こしてまでサボろうとする、と団長の悩みは尽きない。しかし、劇場に遅刻したクロちゃんを殴って号泣させてしまい、他の芸人に無理やり舞台に出され何とかごまかそうとするも、クロちゃんが泣き続けていたことと昼間の舞台のため、年配のお客さんが多かったせいで客を引かせてしまったこともある（HIROは数少ない引いてなかったお客さんと一緒に笑っていた）。
- 礼儀には厳しいが無茶をするタイプで、テレビ朝日の『アメトーーク!』に出演した時に、自分が座っている椅子でクロちゃんの頭部を殴るなどした。クロちゃんは表情が変わり涙目になっていた。ネタが詰まりだした時も、自分がHIROにぶつかりにいったり、クロちゃんをHIROにぶつけたりと、舞台所狭しと駆け回るが、騒ぎ過ぎてHIROに舞台から引きずり下ろされたり「ABCお笑い新人グランプリ」審査員特別賞の受賞祝いで行った飲食店でHIROとクロちゃんが嫌がる中、無理やりネタをやったりと他の出演者から「やり過ぎ」といわれることもある。
- 「安田と竹内」時代に同世代のみょーちゃん、せんたくばさみらと共に「夕べザカリ」を結成して路上ライブを行っていた。後のインタビューでは結成理由として「アメリカザリガニなど上の世代が頭角を現し始めたことに影響された」と語っているが、ネタ中に服を脱ぐなどの暴走で警察に怒られたこともあった（当時のネタの一部はDVD『安田大サーカス 汗かきベソかき大作戦!』に収録されている）。
- 2009年7月8日、東京都内の自宅で急に腹痛を起こし、港区内の病院で精巣捻転症（睾丸が回転し、血管などを圧迫する病気）という病気であることが判明した。その後、1時間程度の手術で精巣捻転を戻す処置を行い、無事成功した。団長は生まれつき睾丸が回転しないように付いている靭帯が細いため、何らかの理由により睾丸が回転し、それによりそこに付いている血管や神経が捻じれてしまったために、腹部・睾丸に激痛が起こったのではないかと診断された。
- 妻はタレントでフリーアナウンサーの安田さち。団長との結婚前には岩田さち名義で活動し、2005年に愛知県で開催された「2005年日本国際博覧会（愛・地球博）」のイベントFM放送「FM LOVEARTH」でリポーターを務めていた。2009年9月に団長と入籍し、二女を授かっている。
- 2013年10月、「1分間でどれだけの人にハイタッチできるか」のギネス世界記録に挑戦。171人を記録し、当時のギネス世界記録に認定された[注 4]。
- 2013年に大ヒットしたドラマ『半沢直樹』での香川照之が演じた大和田常務の最終回の土下座シーンのモノマネでプチブレイクして仕事が急増した[21]。香川本人の公認を受け土下座モノマネを多用したおかげで病院通いするほどに膝を痛めてしまった[22]。仕事は急増したが「事務所に搾取されて1.6倍くらいしかギャラは上がらなかった」と「倍返し」には至らなかったと語っている。
- 上記の自転車の他にもクルマ好きな芸能人としても知られ、自身所有のコーダーブルームと同じカラーリングとオリジナルカスタムが施された2代目ルノー・カングーの限定車「リミテッド ディーゼルMT」を所有[23][24][25]。
- 2024年4月に収録した『水曜日のダウンタウン』の相撲企画でゆんぼだんぷと対決した際に肋骨を6本骨折した。しかし相撲企画での勝利を最優先にし、負傷を隠していた。負傷後に病院を受診した際には担当医師に「6本折れてるやつ久しぶりに見た!」と驚愕された[26]。

## 出演
トリオでの活動は安田大サーカス#出演を参照。

### テレビ番組

#### 現在の出演番組
- 水曜日のダウンタウン（不定期、TBS）
- オールスター後夜祭（不定期、TBS）
- クイズプレゼンバラエティー Qさま!!（不定期、テレビ朝日）
- アメトーーク!（不定期、テレビ朝日）
- 所さんの学校では教えてくれないそこんトコロ!（2014年 - 、テレビ東京） - 「あなたはナゼ秘境駅に来たんですか？」レポーター
- 元祖!大食い王決定戦（2016年1月9日- 、テレビ東京） - 新人戦の地方予選および決勝戦MC
- 昼めし旅 〜あなたのご飯見せてください!〜（不定期、テレビ東京）

#### 過去の出演番組
- トロイの木馬（フジテレビ）
- 天才てれびくんMAX（2005年4月14日・2007年度 - 2008年度、NHK教育テレビ）
- TVチャンピオン（テレビ東京）
- YOUたち!（日本テレビ）
- うり☆ひゃー!それいけ!安田探検隊（2007年10月6日 - 12月29日、沖縄テレビ）
- フィッシング倶楽部（2010年4月 - 2020年9月、テレ玉など）
- run for money 逃走中（2010年10月10日、フジテレビ） - 道具屋の息子 役
- 快汗！自転車ライフ（大人の趣味と生活向上◆アクトオンTV）
- 自転車のススメ（2012年6月 - 9月、J SPORTS）
- 眞鍋かをりと団長の自転車塾（2012年6月30日、テレビ愛知）
- 銀玉王（2013年10月 - 2014年4月、サンテレビ）
- 超特急のふじびじスクール!（2016年4月 - 2017年3月、フジテレビ） - 先生 役
- ゲツ→キン（eo光テレビ） - 火曜日レギュラー
- 安田大サーカス団長安田のバズるスポーツ！（eo光テレビ） - MC

### テレビドラマ
- 火曜サスペンス劇場 救急指定病院 7（1997年5月20日、日本テレビ） - 刑事 役（安田裕己 名義）
- ドラマ30 銭湯の娘!?（2006年1月31日　-  3月28日、毎日放送） - ブラン 役
- ミヤコ蝶々ものがたり 泣いて愛して笑わせて…（2007年3月15日、テレビ朝日） - 曲芸師ハジメコウ太 役
- 連続テレビ小説（NHK）
  - ちりとてちん（2008年1月9日） - 天狗トリオ 役
  - マッサン（2015年3月13日） - 柴田健社長 役
- 時々迷々（2011年8月26日、NHK教育テレビ） - 先生 役（安田裕己 名義）
- 仮面ライダードライブ（2014年11月9日、テレビ朝日） - 強盗 役
- 弱虫ペダルSeason2（2017年8月18日、BSスカパー!） - アナウンサー 役
- なめとんか やしきたかじん誕生物語（2018年11月20日、関西テレビ） - ホリデーバーガーの客 役
- 鉄オタ道子、2万キロ（2022年1月29日、テレビ東京） - 旅人 役
- シェアするラ! インスタントラーメンアレンジ部はじめました。（2022年6月9日・23日 、BS-TBS） - 園長安田 役
  - シェアするラ! インスタントラーメンアレンジ部はじめました。（2022年6月30日、BS-TBS）- 主演・園長安田 役
- シネコンへ行こう!（2022年9月12日、BS松竹東急） - 綾瀬哲也 役

### 映画
- ユメ十夜（2007年、日活） 第十夜
- 釣りバカ日誌18 ハマちゃんスーさん瀬戸の約束（2007年） - 作業員 役
- 少林老女（2008年5月、ジョリーロジャー）
- くれないの盃　前編・完結編（2008年）
- TEAM NACS FILMS「N43°」（2009年2月21日） - 隊員 役
- 築城せよ!（2009年） - 大学職員 役
- 少年H（2013年8月10日、東宝） - 教師 役（安田裕己 名義）
- 事故物件 恐い間取り（2020年8月28日、松竹）- 南田みのる 役
- 今はちょっと、ついてないだけ（2022年4月8日、ギャガ） - 会田健 役[27]
- 怪奇タクシー（2022年8月5日、ギグリーボックス） - 小暮三郎 役[28]
- 逢魔が時の人々（2023年） - 準主演・風雷 役

### 声優

#### アニメ映画
- 劇場版BLEACH MEMORIES OF NOBODY（2006年12月16日、東宝） - 本人 役
- かがみの孤城（2022年12月23日、松竹） - アキの義父 役

#### パチスロ
- 安田大サーカス（2007年3月、バルテック） - 本人 役

#### 特撮
- トミカヒーローシリーズ - サーンの声 役
  - トミカヒーロー レスキューフォース（2008年 - 2009年、テレビ愛知）
  - トミカヒーロー レスキューフォース 爆裂MOVIE マッハトレインをレスキューせよ!（2008年12月20日、松竹）
  - 爆走!トミカヒーローグランプリ（2008年12月20日、松竹）
- ウルトラマンデッカー最終章 旅立ちの彼方へ…（2023年2月23日） - ペダン星人の声 役[29]

#### コンピュータゲーム
- SPEC〜干〜（2013年10月3日、バンダイナムコゲームス） - 隠岐剛太郎 役

#### ナレーション
- チャリ通（2020年12月12日、BS朝日）

### ラジオ
- とれたてワイド朝生!（2010年9月、北日本放送）

### CМ
- フクピカ（SOFT 99）
- 肌研（ハダラボ） - 化粧水の極潤ヒアルロン液（ロート製薬）
- ボールド（P&Gジャパン）
- こてっちゃん（エスフーズ）

## 著書
- 自転車芸人（竹書房、2010年） ISBN 978-4-8124-4410-8
- 自転車芸人・団長安田のヒルクライム入門（エイ出版社、2012年） ISBN 978-4-7779-2232-1